# Вестовой (шхуна, 1835)
«Вестовой» — парусная шхуна Черноморского флота Российской империи.

## Описание судна
Парусная шхуна с деревянным корпусом, длина судна составляла 27,1 метра, ширина — 7,6 метра, а осадка 4,3 метра. Вооружение шхуны состояло из 14-ти орудий.

## История службы
Шхуна «Вестовой» была заложена на стапеле Николаевского адмиралтейства 12 (24) сентября 1833 года и после спуска на воду 4 (16) июня 1835 года вошла в состав Черноморского флота России. Строительство вёл корабельный мастер капитан Г. Иванов.
В кампанию 1836 года совершала крейсерские плавания вдоль крымских и анатолийский берегов. В 1837 году в составе отрядов принимала участие в операциях у берегов Кавказа, в том числе 7 (19) июля 1837 года находилась в составе эскадры контр-адмирала С. А. Эсмонта, которая высаживала десант на мыс Адлер.
В 1838 году шхуна совершила переход из Севастополя в Одессу, после чего в Константинополь, где поступила в распоряжении русской миссии в Греции. В кампании этого и следующего 1839 годов совершала плавания в Архипелаге, после чего в 1839 году вернулась в Севастополь. 
С 1840 по 1843 год вновь принимала участие в операциях у берегов Кавказа в составе отрядов кораблей Черноморского флота, используясь по большей части в качестве крейсерского судна.
В 1843 и 1844 годах занимала брандвахтенный пост в Евпатории. В кампанию 1845 года несла брандвахтенную службу в Феодосии и выходила в плавания к абхазским берегам. В следующем 1846 году также служила брандвахтенным судном в Феодосии, после чего совершила плавание из Севастополя в Константинополь и далее в Греческий архипелаг, а в следующем 1847 году вернулась обратно и вновь заняла брандвахтенный пост в Феодосии. В кампанию 1848 года помимо несения брандвахтенной службы в том же порту, совершала плавания по другим черноморским портам. В 1849 году вновь использовалась как брандвахтенное судно в Феодосии и Севастополе, а в 1850 году только в Феодосии.
По окончании службы в 1850 году шхуна «Вестовой» была разобрана.

## Командиры шхуны
Командирами парусной шхуны «Вестовой» в составе Российского императорского флота в разное время служили:
- Н. И. Казарский (1836—1839 годы);
- лейтенант Н. И. Скаловский (с июня 1840 года по 1844 год[комм. 3])[21];
- капитан-лейтенант А. П. Арбузов (1845—1847 годы)[22];
- капитан-лейтенант Е. С. Китаев (1848—1849 годы)[23];
- Н. К. Величко (1850 год).